# Some Kind of Zombie
Some Kind of Zombie  — четвёртый студийный альбом американской христианской рок-группы Audio Adrenaline, выпущенный 18 ноября 1997 года на лейбле ForeFront Records.

## История
По словам членов группы Audio Adrenaline, концепция альбома и его заглавная песня основаны на Священном Писании, в частности, на главе 3 Послания к Колоссянам, где говорится о том, как «отдать жизнь Богу». Вдохновением послужил опыт жизни вокалиста Марка Стюарта с родителями-миссионерами на Гаити, где широко практикуется вуду. По словам Стюарта, смысл песни в том, что «вы можете быть мертвы для своего старого „я“, став новым человеком через религию».

## Отзывы
| Оценки критиков     | Оценки критиков |
| Источник            | Оценка          |
| ------------------- | --------------- |
| allmusic            | [ 2 ]           |
| Jesus Freak Hideout | [ 3 ]           |

Альбом получил положительные отзывы от музыкальных критиков. Джон ДиБиасе из Jesus Freak Hideout дал альбому 3,5 звезды из 5, назвав его «фантастической записью и обязательной к прослушиванию для любого поклонника Audio Adrenaline или современного рока». Стивен Томас Эрлевайн из AllMusic дал альбому 4 звезды из 5, написав, что «группа улучшается с каждой записью, выдавая более жёсткие, запоминающиеся риффы и более резкие выступления».

## Коммерческие показатели
Альбом занял 99-е место в американском основном хит-параде Billboard 200 и 5-е в чарте Christian Albums. Три хита из альбома («Some Kind of Zombie», «Blitz», «Chevette») занимали первое место в радиоэфирном рок-чарте, а песня «People Like Me» возглавила христианский радио хит-парад.

## Список композиций
Слова и музыка всех песен — Bob Herdman, Will McGinnis, Mark Stuart, кроме указанных..
| №   | Название                                                 | Автор(ы)                                                  | Длительность |
| --- | -------------------------------------------------------- | --------------------------------------------------------- | ------------ |
| 1.  | «Chevette[a][b]»                                         | Bob Herdman, Will McGinniss, Brian McSweeney, Mark Stuart | 4:17         |
| 2.  | «New Body»                                               | Herdman, Brian Kotzur, McGinniss, Pennell, Stuart         | 3:57         |
| 3.  | «Some Kind of Zombie[a][b]»                              | Barry Blair, Herdman, McGinniss, Stuart                   | 4:45         |
| 4.  | «Original Species»                                       |                                                           | 4:32         |
| 5.  | «People Like Me»                                         |                                                           | 3:15         |
| 6.  | «Blitz[a]» (при участии The O.C. Supertones)             |                                                           | 4:13         |
| 7.  | «Lighthouse»                                             |                                                           | 5:01         |
| 8.  | «Flicker»                                                |                                                           | 3:55         |
| 9.  | «God-Shaped Hole»                                        |                                                           | 4:08         |
| 10. | «Superfriend»                                            |                                                           | 3:09         |
| 11. | «Some Kind of Zombie (Criscoteque Remix)» (hidden track) |                                                           | 4:37         |

Замечания
- a  появляется на Hit Parade
- b  появляется на Adios: The Greatest Hits

## Участники записи
- Марк Стюарт — вокал
- Уилл Макгиннисс — бас, вокал
- Боб Хердман — гитара, клавишные, вокал
- Бен Сисселл — барабаны, перкуссия
- Тайлер Буркум — гитара, вокал